# Coppa dell'Imperatore 2012
La Coppa dell'Imperatore 2012  (第92回天皇杯全日本サッカー選手権大会?) è la novantaduesima edizione della coppa nazionale giapponese di calcio.
La squadra vincitrice prenderà parte alla AFC Champions League 2013

## Formula
Partecipano tutte le 18 società di J. League Division 1 e tutte le 22 di J. League Division 2. Ad esse si aggiungono 47 società vincitrici delle leghe prefetturali più la squadra promossa dalla Japan Football League, per un totale di 88 club partecipanti.
La competizione è interamente ad eliminazione diretta, tutti i turni si svolgono in gara unica, con eventuali tempi supplementari e calci di rigore.

## Squadre partecipanti
Vincitrici delle leghe prefetturali

### Le 47 squadre
- Hokkaidō:  Sapporo University
- Aomori:  Vanraure Hachinohe
- Iwate:  Iwate Grulla Morioka
- Miyagi:  Sony Sendai
- Akita:  Blaublitz Akita
- Yamagata: Template:Calcio Nihon University Yamagata High School
- Fukushima:  Fukushima Utd
- Ibaraki:  Tsukuba Daigaku
- Tochigi: Template:Calcio Vertfee Takahara Nasu
- Gunma:  Tonan Maebashi
- Saitama:  Heisei University
- Chiba:  Reysol U-18
- Tokyo:  Yokogawa Musashino
- Kanagawa:  Yokohama SCC
- Yamanashi:  Yamanashi Gakuin Dai.
- Nagano:  Nagano Parceiro

- Niigata:  Niigata Daigaku
- Toyama:  Toyama Club
- Ishikawa:  Zweigen Kanazawa
- Fukui:  Saurcos Fukui
- Shizuoka: Template:Calcio Hamamatsu University
- Aichi:  Kariya
- Mie:  Suzuka Rampole
- Gifu:  FC Gifu Second
- Shiga:  Sagawa Shiga
- Kyoto: Template:Calcio Amitie S.C.
- Osaka:  Kansai Daigaku
- Hyōgo:  Kwansei Gakuin Daigaku
- Nara:  Nara Club
- Wakayama:  Arterivo Wakayama
- Tottori:  Yonago Kita High School
- Shimane: Template:Calcio Matsue City

- Okayama:  Fagiano Okayama Next
- Hiroshima:  Fukuyama University
- Yamaguchi: Template:Calcio Tokuyama University
- Kagawa:  Kamatamare Sanuki
- Tokushima: Template:Calcio Panasonic Energy Tokushima
- Ehime:  Imabari
- Kochi:  Kochi University
- Fukuoka:  Fukuoka Daigaku
- Saga:  Saga Daigaku
- Nagasaki: Template:Calcio High school attached to Nagasaki Institute of Applied Science
- Kumamoto:  Ōzu High School
- Oita: Template:Calcio Hoyo Oita
- Miyazaki:  Miyazaki Sangyo Daigaku
- Kagoshima:  Volca Kagoshima
- Okinawa:  Ryūkyū Okinawa

### J. League Division 1

#### Le 18 squadre
- Consadole Sapporo
- Vegalta Sendai
- Kashima Antlers
- Kashiwa Reysol
- Omiya Ardija
- Urawa Reds

- FC Tokyo
- Kawasaki Frontale
- Yokohama F·Marinos
- Shimizu S-Pulse
- Júbilo Iwata
- Nagoya Grampus

- Albirex Niigata
- Cerezo Osaka
- Gamba Osaka
- Vissel Kōbe
- Sanfrecce Hiroshima
- Sagan Tosu

### J-League Division 2

#### Le 22 squadre
- Montedio Yamagata
- Mito HollyHock
- Tochigi
- Thespa Gunma
- JEF United
- Tokyo Verdy
- Machida Zelvia
- Yokohama FC

- Shonan Bellmare
- Ventforet Kofu
- Matsumoto Yamaga
- Kataller Toyama
- Gifu
- Kyoto Sanga
- Fagiano Okayama
- Gainare Tottori

- Tokushima Vortis
- Ehime
- Giravanz Kitakyushu
- Avispa Fukuoka
- Roasso Kumamoto
- Oita Trinita

### Japan Football League
- V-Varen Nagasaki

### Primo turno
| Squadra 1               | Risultato      | Squadra 2                                                     |
| ----------------------- | -------------- | ------------------------------------------------------------- |
| Vertfee Takahara Nasu   | 1 - 3          | Reysol U-18                                                   |
| Sapporo University      | 0 - 3          | Nagano Parceiro                                               |
| Iwate Grulla Morioka    | 0 - 2          | Yokogawa Musashino                                            |
| Suzuka Rampole          | 1 - 0          | Hamamatsu University                                          |
| Sagawa Shiga            | 6 - 0          | Kwansei Gakuin Daigaku                                        |
| Ozu High School         | 0 - 2          | V-Varen Nagasaki                                              |
| Kochi University        | 0 - 1          | Sony Sendai                                                   |
| Blaublitz Akita         | 1 - 0          | Heisei University                                             |
| Miyazaki Sangyo Daigaku | 0 - 1 (d.t.s.) | Fukuoka Daigaku                                               |
| Vanraure Hachinohe      | 0 - 2          | Yokohama SCC                                                  |
| Nara Club               | 2 - 1          | Amitie S.C.                                                   |
| Tonan Maebashi          | 5 - 0          | Nihon University Yamagata High School                         |
| Zweigen Kanazawa        | 0 - 1          | Kariya                                                        |
| Saga Daigaku            | 0 - 5          | Kamatamare Sanuki                                             |
| Yonago Kita High School | 1 - 2          | Volca Kagoshima                                               |
| Fukuyama University     | 1 - 2 (d.t.s.) | F.C. Imabari                                                  |
| Arterivo Wakayama       | 2 - 1 (d.t.s.) | FC Gifu Second                                                |
| Hoyo Oita               | 3 - 0          | High school attached to Nagasaki Institute of Applied Science |
| Kansai Daigaku          | 3 - 2          | Toyama Club                                                   |
| Saurcos Fukui           | 3 - 0          | Niigata Daigaku                                               |
| Yamanashi Gakuin Dai.   | 0 - 10         | Fukushima Utd                                                 |
| Tsukuba Daigaku         | 3 - 1 (d.t.s.) | Ryūkyū Okinawa                                                |
| Matsue City             | 0 - 3          | Tokuyama University                                           |
| Fagiano Okayama Next    | 4 - 0          | Panasonic Energy Tokushima                                    |

### Secondo turno
| Squadra 1           | Risultato          | Squadra 2            |
| ------------------- | ------------------ | -------------------- |
| Kashiwa Reysol      | 3 - 0              | Reysol U-18          |
| Shonan Bellmare     | 1 - 0              | Ehime                |
| Consadole Sapporo   | 1 - 1 (3-5 d.c.r.) | Nagano Parceiro      |
| FC Tokyo            | 0 - 1              | Yokogawa Musashino   |
| Júbilo Iwata        | 7 - 0              | Suzuka Rampole       |
| Matsumoto Yamaga    | 1 - 3              | Kyoto Sanga          |
| Vissel Kōbe         | 1 - 2              | Sagawa Shiga         |
| JEF United          | 1 - 0              | V-Varen Nagasaki     |
| Vegalta Sendai      | 1 - 0              | Sony Sendai          |
| Roasso Kumamoto     | 4 - 3 (d.t.s.)     | Gifu                 |
| Omiya Ardija        | 2 - 0              | Blaublitz Akita      |
| Avispa Fukuoka      | 4 - 3              | Fukuoka Daigaku      |
| Yokohama F·Marinos  | 4 - 2              | Yokohama SCC         |
| Tochigi             | 0 - 1 (d.t.s.)     | Yokohama FC          |
| Cerezo Osaka        | 4 - 0              | Nara Club            |
| Montedio Yamagata   | 3 - 0              | Tonan Maebashi       |
| Fagiano Okayama     | 2 - 0              | Kataller Toyama      |
| Nagoya Grampus      | 2 - 0              | Kariya               |
| Sagan Tosu          | 0 - 1              | Kamatamare Sanuki    |
| Urawa Reds          | 2 - 1              | Volca Kagoshima      |
| Sanfrecce Hiroshima | 1 - 2              | F.C. Imabari         |
| Machida Zelvia      | 1 - 1 (5-4 d.c.r.) | Giravanz Kitakyushu  |
| Shimizu S-Pulse     | 5 - 0              | Arterivo Wakayama    |
| Tokyo Verdy         | 3 - 0              | Hoyo Oita            |
| Gamba Osaka         | 3 - 0              | Kansai Daigaku       |
| Oita Trinita        | 2 - 2 (3-5 d.c.r.) | Mito HollyHock       |
| Albirex Niigata     | 2 - 1 (d.t.s.)     | Saurcos Fukui        |
| Ventforet Kofu      | 0 - 0 (3-4 d.c.r.) | Fukushima Utd        |
| Kashima Antlers     | 7 - 1              | Tsukuba Daigaku      |
| Gainare Tottori     | 2 - 1              | Thespa Gunma         |
| Kawasaki Frontale   | 2 - 0              | Tokuyama University  |
| Tokushima Vortis    | 5 - 1              | Fagiano Okayama Next |

### Terzo turno
| Squadra 1          | Risultato           | Squadra 2          |
| ------------------ | ------------------- | ------------------ |
| Kashiwa Reysol     | 2 - 1               | Shonan Bellmare    |
| Nagano Parceiro    | 0 - 0 (9-10 d.c.r.) | Yokogawa Musashino |
| Júbilo Iwata       | 1 - 1 (5-3 d.c.r.)  | Kyoto Sanga        |
| Sagawa Shiga       | 1 - 1 (6-7 d.c.r.)  | JEF United         |
| Vegalta Sendai     | 1 - 2 (d.t.s.)      | Roasso Kumamoto    |
| Omiya Ardija       | 3 - 1               | Avispa Fukuoka     |
| Yokohama F·Marinos | 2 - 1               | Yokohama FC        |
| Cerezo Osaka       | 2 - 1               | Montedio Yamagata  |
| Fagiano Okayama    | 2 - 3               | Nagoya Grampus     |
| Kamatamare Sanuki  | 1 - 2               | Urawa Reds         |
| F.C. Imabari       | 2 - 5               | Machida Zelvia     |
| Shimizu S-Pulse    | 1 - 0               | Tokyo Verdy        |
| Gamba Osaka        | 1 - 0               | Mito HollyHock     |
| Albirex Niigata    | 0 - 1               | Fukushima Utd      |
| Kashima Antlers    | 2 - 1 (d.t.s.)      | Gainare Tottori    |
| Kawasaki Frontale  | 3 - 2 (d.t.s.)      | Tokushima Vortis   |

### Quarto turno
| Squadra 1       | Risultato | Squadra 2          |
| --------------- | --------- | ------------------ |
| Gamba Osaka     | 3 - 2     | Machida Zelvia     |
| Cerezo Osaka    | 4 - 0     | Shimizu S-Pulse    |
| JEF United      | 5 - 0     | Fukushima Utd      |
| Kashima Antlers | 3 - 1     | Júbilo Iwata       |
| Urawa Reds      | 0 - 2     | Yokohama F·Marinos |
| Nagoya Grampus  | 5 - 2     | Roasso Kumamoto    |
| Omiya Ardija    | 4 - 3     | Kawasaki Frontale  |
| Kashiwa Reysol  | 1 - 0     | Yokogawa Musashino |

### Quarti di finale
| Squadra 1      | Risultato          | Squadra 2          |
| -------------- | ------------------ | ------------------ |
| Cerezo Osaka   | 1 - 2 (d.t.s.)     | Gamba Osaka        |
| JEF United     | 0 - 1              | Kashima Antlers    |
| Nagoya Grampus | 0 - 0 (6-7 d.c.r.) | Yokohama F·Marinos |
| Omiya Ardija   | 2 - 3              | Kashiwa Reysol     |

### Semifinali
| Squadra 1          | Risultato | Squadra 2       |
| ------------------ | --------- | --------------- |
| Gamba Osaka        | 1 - 0     | Kashima Antlers |
| Yokohama F·Marinos | 0 - 1     | Kashiwa Reysol  |

### Finale
| Tokyo 1º gennaio 2013, ore 14:00 GMT+9         | Gamba Osaka | 0 – 1        | Kashiwa Reysol | National Stadium |
| \| \| \| \| \| \| Marcatori \| 35’ Watanabe \| |             |              |                |                  |
|                                                |             |              |                |                  |
|                                                | Marcatori   | 35’ Watanabe |                |                  |